# Cerotainia aurata
Cerotainia aurata là một loài ruồi trong họ Asilidae. Cerotainia aurata được Schiner miêu tả năm 1868. Loài này phân bố ở vùng Tân nhiệt đới.